# Cimetière national de City Point
Le cimetière national de City Point est un cimetière national des États-Unis dans la communauté de City Point à l'intérieur de la ville de Hopewell, en Virginie. Administré par le département des États-Unis des affaires des anciens combattants, il s'étend sur 6,7 acres (2,7 ha), et à la fin de 2005, contenait 6 909 inhumations. Il est géré par le cimetière National d'Hampton.

## Histoire
Au cours de la guerre de Sécession, la région autour de City Point est un dépôt d'approvisionnement de l'Union, crée par le général Ulysses S. Grant. Sa proximité de la capitale confédérée de Richmond, en Virginie, en fait un point de passage idéal. 
Le cimetière est créé pour ré-inhumer les soldats qui ont été enterrés dans les sept cimetières à proximité de l'hôpital et de ceux des parcelles de fortune des champs de bataille dans la région.
Il se situe dans le comté de Prince George sur la rive sud de la rivière Appomattox(p58).
Le 12 août 1959, deux corps de soldats de l'Union retrouvés dans des tombes superficielles sur le tracé de l'Interstate Highway 95, sont ré-inhumés dans le cimetière(p60).
Le cimetière national de City Point est inscrit sur le Registre national des lieux historiques en 1995.

## Monuments notables
- Le monument de l'armée de la James, un monument de marbre blanc de 20' de hauteur est érigé en 1865[1](p60).